# دونالد دبليو. وولف
دونالد دبليو. وولف (بالإنجليزية: Donald W. Wolf)‏ هو عسكري أمريكي، ولد في 7 فبراير 1919 في هارت في الولايات المتحدة، وتوفي في 9 أكتوبر 1942 في جوادالكانال في جزر سليمان.